# Ceracia freyi
Ceracia freyi là một loài ruồi trong họ Tachinidae.